# Vernon Davis
Pour les articles homonymes, voir Davis.
(en) Statistiques sur pro-football-reference
Vernon Leonard Davis, né le 31 janvier 1984 à Washington, est un ancien joueur américain de football américain.

## Biographie
Il joue comme tight end chez les Broncos de Denver depuis 2015, après avoir joué aux 49ers de San Francisco depuis 2006.
Il est le frère de Vontae Davis.
Dans une vidéo diffusée avant le Super Bowl LIV, le 2 février 2020, Vernon annonce sa retraite du football américain, après 14 années passés en National Football League.

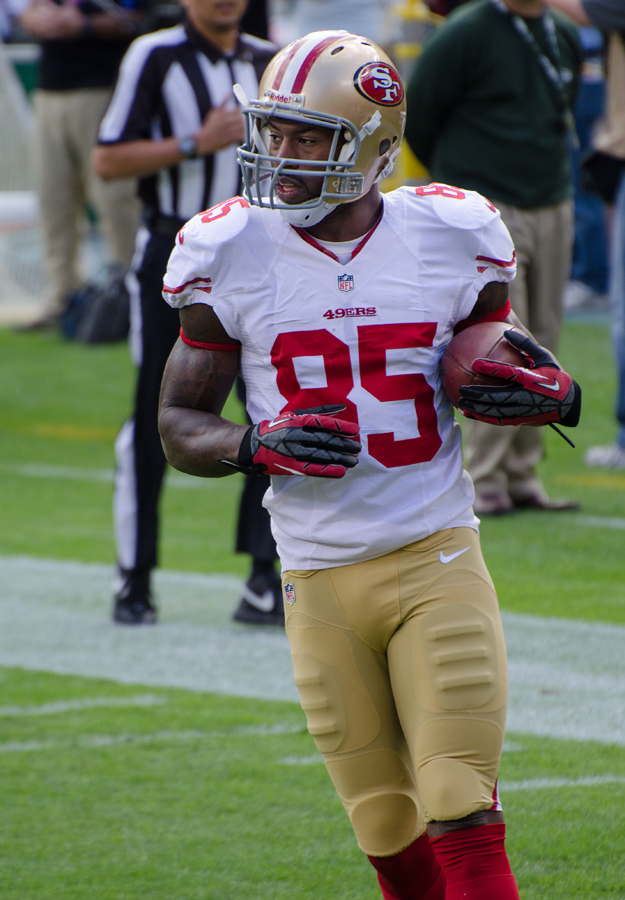
Vernon Davis.

## Filmographie
- 2023 : The Ritual Killer de George Gallo : Randoku